# Pipa (muziekinstrument)

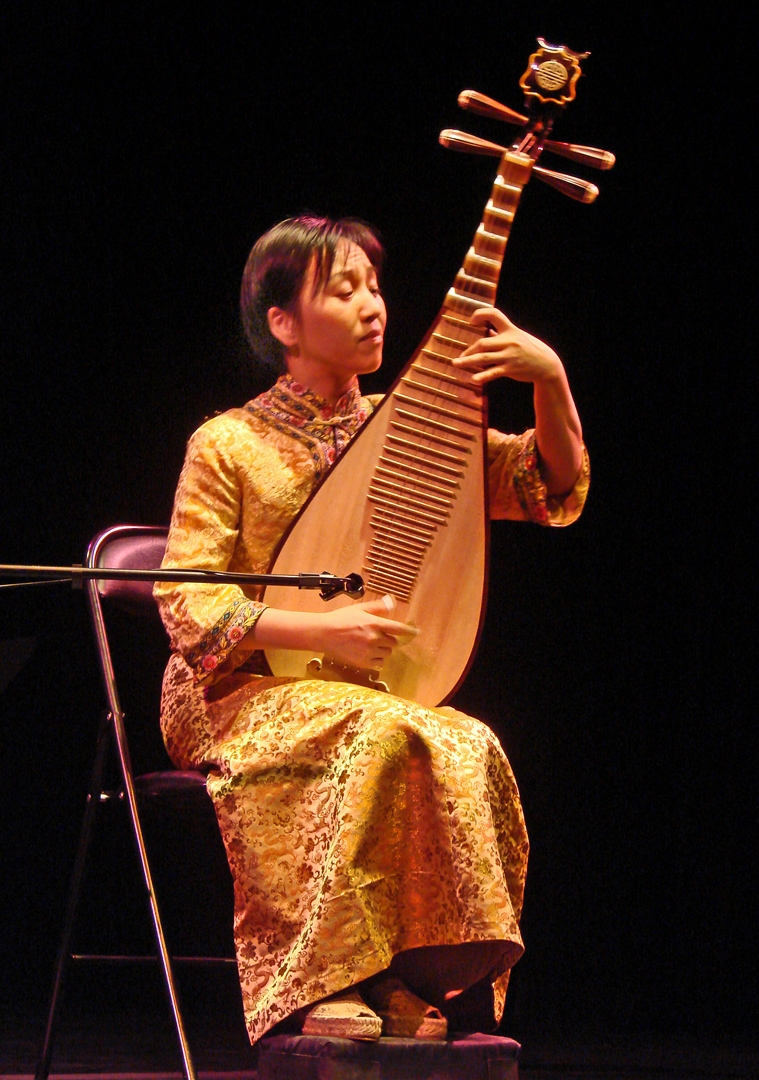
Ling Ling Yu met de Pipa
tijdens en concert in Parijs op 12 december 2008

Een pipa (Chinees: 琵琶; pinyin: pípá) is een Chinees snaarinstrument. Ze wordt soms ook wel een Chinese luit genoemd. Het instrument heeft een peervormige houten klankkast. Ze heeft een geschiedenis van ongeveer tweeduizend jaar in China en behoort tot de categorie van de tokkelinstrumenten (弹拨乐器/彈撥樂器). Verscheidene gerelateerde instrumenten in Oost-Azië en Zuidoost-Azië zijn afgeleid van de pipa. Deze omvatten de Japanse biwa, de Vietnamese đàn tỳ bà, en de Koreaanse bipa.

## Spel en uitvoering
De naam "pípá" is samengesteld uit twee Chinese tekens, "pí" (琵) en "pá" (琶). Dit zijn tevens de twee gebruikelijkste wijzen om dit instrument te bespelen. "Pí" bestaat erin de wijsvinger van de rechterhand van rechts naar links te duwen. "Pá", is de rechterduim in de omgekeerde richting, dus van links naar rechts duwen.
Oorspronkelijk werden in de Tang-dynastie de snaren gespeeld met behulp van een groot plectrum. Achteraf werd dit geleidelijk aan vervangen door de vingernagels van de rechterhand.
Oorspronkelijk waren de snaren gemaakt van zachte zijde. In de twintigste eeuw is dit vervangen door met nylon bekleed staaldraad.

## Ontwikkeling en bouw
Voorlopers van de pipa bestonden reeds in China gedurende de Qin-dynastie (221 v.Chr. - 206 v.Chr.). In die tijd waren er twee soorten pipa. Een soort had een rechte nek met een ronde klankkast waarvan de twee kanten met leder overtrokken waren. Er wordt aangenomen dat de andere soort geïnspireerd was door de primitieve vormen van de zheng en konghou. Deze had ook een rechte nek, een ronde klankkast en ook vier snaren, tezamen met twaalf standaarden voor noten. Dit model evolueerde later naar het instrument dat tegenwoordig bekend is als de ruan. De moderne pipa leunt dichter aan bij instrumenten uit Perzië en het Midden-Oosten (waar het barbat genoemd wordt) en werd in de late Jin-dynastie (265-420) in China geïntroduceerd.
Gedurende de Tang-periode was de pipa populair geworden aan het keizerlijke hof. Ze had een gekrulde nek, 4 of 5 zijden snaren en 5 of 6 frets en werd in een horizontale positie bespeeld met een plectrum. Gedurende de jaren, werd de gekrulde nek vervangen door een rechte, het aantal frets verhoogde tot tussen 14 en 16, en tot 17, 24, 29 of 30 in de 20e eeuw. De pipa met 14 of 16 frets had een fret opstelling die bijna gelijkaardig was aan de Westerse toon en halftoon. In de jaren 1920 en 1930 werd het aantal frets opgevoerd tot 24, resulterend in een 12-toons gelijkzwevende stemming. Sindsdien is het aantal frets nog uitgebreid tot 29 of 30. De traditionele pipa met 16 frets is momenteel minder in gebruik. Ze is niettegenstaande nog in gebruik bij sommige regionale stijlen zoals de pipa in het zuiders nanguan/nanyin genre. Het plectrum is vervangen door vingernagels en de horizontale spelpositie is vervangen door een verticale (of bijna-verticale) positie.
De pipa werd een favoriet instrument in de Tang-dynastie, toen er in die periode een grote vraag was naar Perzische muzikanten en leraren. In de hoofdstad Chang'an (het huidige Xi'an) was er destijds een Perzische gemeenschap. Vele van de delicaat uitgesneden pipa's met mooie inlegpatronen dateren uit deze periode. Op de wandschilderingen van de Mogao-grotten nabij Dunhuang zijn er talrijke pipa bespelende boeddhistische halfgoden afgebeeld.
De pipa wordt ook frequent vermeld in de beroemde poëzie van de Tang-dynastie, waar het dikwijls bewonderd wordt om zijn fijnzinnige en delicate tonen. Dit wordt onder andere door de dichter Bai Juyi vertolkt in zijn Pipa-spel. Hierin beschrijft hij de emotie van zijn ontmoeting met een vrouwelijke pipa muzikante op de rivier Jangtsekiang.